# Richard S. Stein
Richard Stephen Stein (* 21. August 1925 in New York City; † 21. Juni 2021 in Amherst) war ein US-amerikanischer Physikochemiker und Materialwissenschaftler. Sein Forschungsschwerpunkt war die Morphologie von Polymeren.

## Leben
Richard S. Stein wurde 1925 in New York City geboren. Er studierte an der New York University Tandon School of Engineering sowie an der Princeton University. 1949 erhielt er an der Princeton seinen Ph.D. in Physikalischer Chemie. Er wurde Professor an der University of Massachusetts Amherst. Stein wurde 1990 in die National Academy of Sciences und 1991 in die American Academy of Arts and Sciences gewählt.
Stein verstarb 2021 mit 95 Jahren.

## Auszeichnungen (Auswahl)
- 1972: Bingham Medal
- 1976: Polymer Physics Prize
- 1983: ACS Award in Polymer Chemistry
- 1999: Von Hippel Award